# Reims-la-Brûlée
Reims-la-Brûlée è un comune francese di 223 abitanti situato nel dipartimento della Marna nella regione del Grand Est.

## Società

### Evoluzione demografica
Abitanti censiti